# Hydrelia nepalensis
Hydrelia nepalensis là một loài bướm đêm trong họ Geometridae.